# Algonquin (1753)
Lo Algonquin fu un vascello di linea francese da 74 cannoni che prestò servizio nella marina francese dal 1753 al 12 aprile 1815. Era una delle rare grandi navi da guerra francesi costruite in Canada, ma affetta da un grave difetto di costruzione legato alla scarsa stagionatura del legno con cui fu costruito.

## Storia
La costruzione del vascello da 74 cannoni Algonquin avvenne presso il cantiere navale di Québec, nella Nuova Francia, sotto la supervisione di René Nicolas Levasseur e l'unità fu impostata nel marzo 1752, varata il 3 luglio 1753 e entrata in servizio l'8 gennaio 1754. La nave doveva il suo nome alla tribù canadese degli Algonchini, alleati della Francia in Canada. Il vascello era armato con 28 cannoni da 36 libbre nella batteria inferiore, 30 cannoni da 18 libbre nella seconda batteria e 14 cannoni da 8 libbre sul cassero, per un totale di 72 cannoni. Soffriva di un grave difetto di costruzione: costruita con legno scadente e appena tagliato, quindi non stagionato, era considerata una nave pericolosa destinata a una breve carriera.
Nel settembre 1753 arrivò a Brest. Nel 1755, con l'aumentare delle tensioni tra Francia e Inghilterra fu assegnata al trasporto di truppe di rinforzo verso la colonia del Canada. Il 14 aprile, imbarcò a Brest nove compagnie del Régiment de la Reine. A tal fine la nave, al comando dal capitano Jean Baptiste François de La Villéon, fu allestita come una flûte e il numero di cannoni fu ridotto a 24.  Anche l'equipaggio fu ridotto a 360 uomini, invece dei soliti 700-720.
La nave faceva parte della prima divisione dello squadra navale diretta verso la Nuova Francia, composta da 11 trasporti truppe come l'Algonquin, e 3 vascelli e 4 fregate destinate alla loro scorta.  Il 29 maggio, a causa della nebbia e del mare calmo, si separò dal resto della squadra al largo di Terranova. Tuttavia, riuscì a portare a termine la sua missione e sfuggì alla cattura da parte della squadra inglese dell'ammiraglio Edward Boscawen (a differenza di altre due navi, la Lys e la Alcide). Ritornato in Francia dopo questa missione, fu ridotta a un pontone a Brest nel 1757. Dopo quasi sessant'anni di carriera, fu demolita nel 1815.

### Annotazioni
1. ↑  Ingegnere del re che, dal 1740 al 1750, riuscì a creare in Canada una intera squadra navale, compreso lo Algonquin, che rimase l'unico vascello da 72 cannoni costruito in Québec.

### Fonti
1. ↑  Aghqc.
2. 1 2 3 4 5 6 7  Roche 2005, p. 19.
3. 1 2  Acerra, Zysberg 1997, p. 220.
4. ↑  Three Decks.
5. ↑  Eccles 1972, p. 123.
6. ↑  Vialjean.